# Takamiyama Daigoro
Takamiyama Daigoro, (japanisch 髙見山 大五郎, eig. Jesse James Waluni Kuhaulua; * 16. Juni 1944 in Happy Valley auf Maui) ist ein ehemaliger japanisch-hawaiischer Sumōringer. Er war der erste Ausländer, der ein japanisches Sumōturnier gewann.
Takamiyama kam 1964 nach Japan und begann eine Ringerkarriere, die beinahe zwanzig Jahre andauern sollte und in deren Verlauf er bei 97 Turnieren hintereinander allein in der Makuuchi-Division antrat. Sein Rekord von 1.430 Begegnungen, die er zwischen 1968 und 1984 in dieser Liga bestritt, bestand bis 2011. Nur Kaiō hat mehr Kämpfe bestritten (1459).
Selbst für einen Sumōringer hatte Takamiyama mit bis zu 205 kg Kampfgewicht und einer Körpergröße von 1,92 m eine mächtige Statur. Bereits als Maegashira konnte er auch gegen höher eingestufte Gegner punkten und besiegte zwölfmal einen Yokozuna. Der höchste Rang, den er jemals erreichte, war der eines Sekiwake.
1972 war Takamiyama auf dem Höhepunkt seiner Karriere, als er im Juli das Turnier Nagoya-basho gewinnen konnte und damit als erster Nichtjapaner überhaupt ein Basho für sich entschied. Der damalige US-Präsident Richard Nixon schickte anlässlich der Preisverleihung seine Glückwünsche. Dies waren die ersten englischen Worte, die jemals in einem japanischen Sumō-Ring gesprochen wurden – für viele Japaner war die Verlesung der Grußbotschaft in der Sprache des ehemaligen Kriegsfeinds ein Skandal. Seither werden derartige Glückwünsche für ausländische Turniersieger immer in japanischer Sprache vorgetragen.
Erst im Juni 1984, als er das Alter von vierzig Jahren erreichte, schied Takamiyama aus dem aktiven Sumō aus und übernahm als Azumazeki Oyakata die Leitung über seinen eigenen Stall. Sein bekanntester Schützling wurde sein Landsmann Akebono, der 1993 als erster Ausländer zum Yokozuna erhoben wurde. Der Makuuchi-Ringer Takamisakari entstammt ebenfalls dem Azumazeki-beya.
Takamiyama nahm am Ende seiner Karriere unter dem Namen Watanabe Daigoro die japanische Staatsbürgerschaft an.